# Join Clips
join Clips（ジョイン・クリップス）は、鈴木亜美のエイベックス移籍の1枚目のビデオクリップ集。

## 概要
- 2008年2月6日にavex traxよりリリース。アルバム『DOLCE』と同時発売。
- 前作ソニーミュージックの『Video Clips FUN for FAN』以来、約7年半ぶりのビデオクリップ集リリースとなった。
- DVDには過去に発売されたコラボ企画"join"シングルのプロモーションビデオが5曲収録されている。しかし、S.A.とのコラボ曲「Bitter...」のプロモーションビデオは未収録となった。そのPVはアルバム『DOLCE』のDVD収録。
- オリコンウィークリーチャート最高順位では41位を記録していたが、オリコンDVDウィークリーチャート最高順位は6位を記録した。

## DVD曲目
1. O.K. Funky God
鈴木亜美 joins Buffalo Daughter
2. Peaceお届け!!♡
鈴木亜美 joins THC!!
3. それもきっとしあわせ
鈴木亜美 joins キリンジ
4. FREE FREE
鈴木亜美 joins 中田ヤスタカ(capsule)
5. Potential Breakup Song
鈴木亜美 joins Aly & AJ